# Biserica reformată din Balc

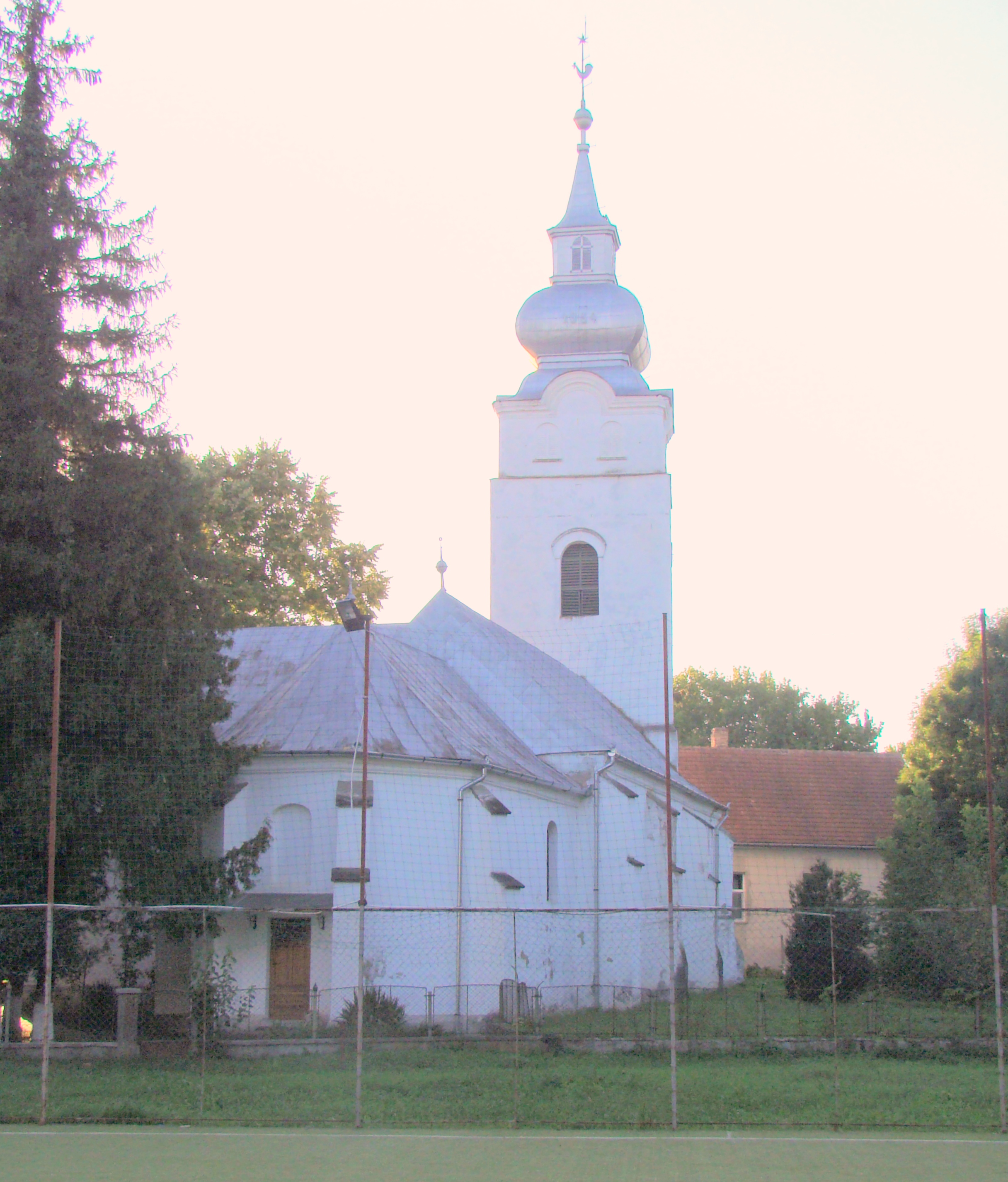
Biserica reformată din Balc, comuna Balc, județul Bihor, foto: august 2016.

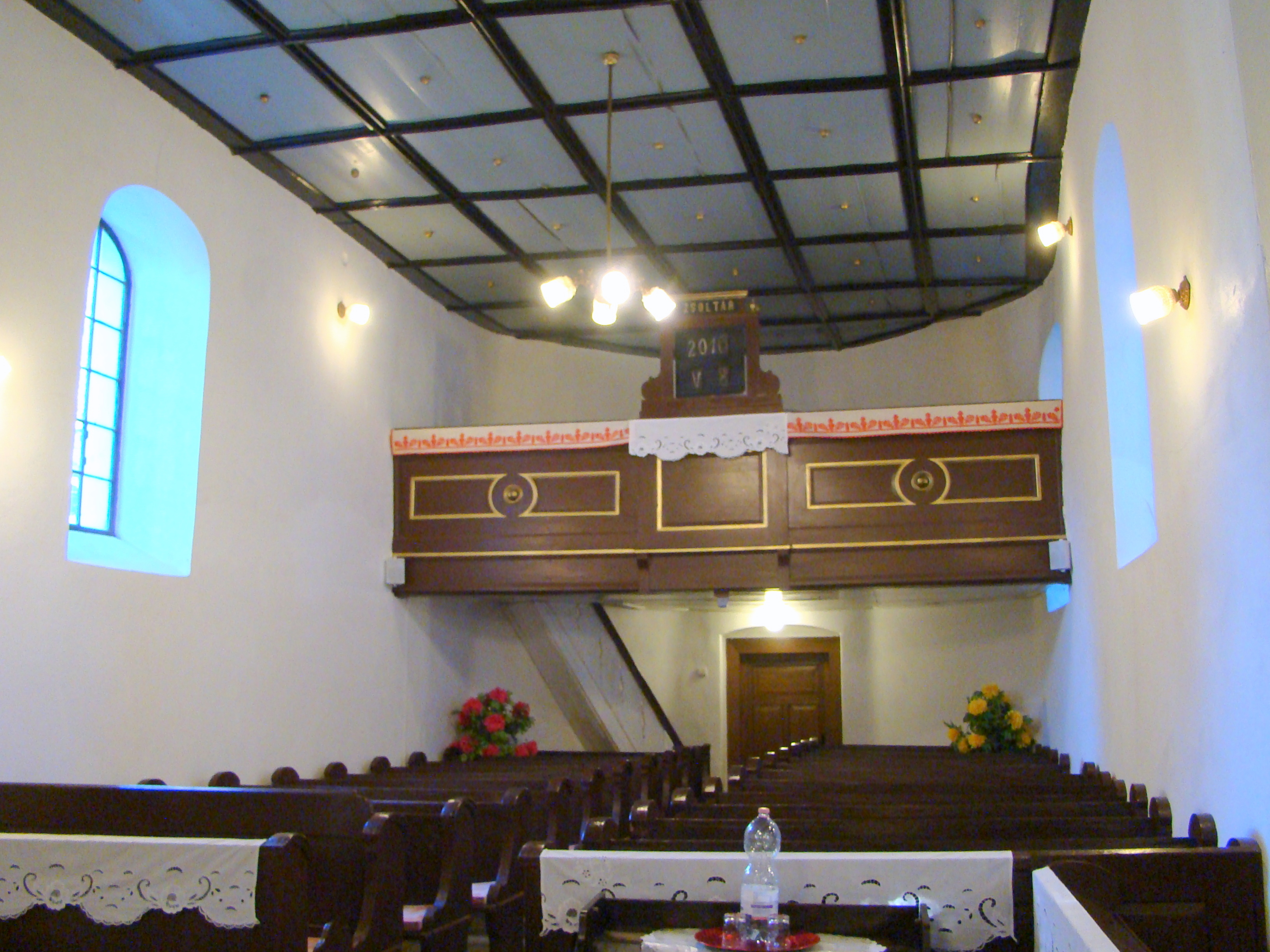
Nava spre ieșire

Biserica reformată din Balc, comuna Balc, județul Bihor, a fost construită în secolul XVIII. Biserica se află pe noua listă a monumentelor istorice sub codul LMI:  BH-II-m-B-01100. 

## Localitatea
Balc (în maghiară Bályok) este satul de reședință al comunei cu același nume din județul Bihor, Crișana, România. Se află la 18 km sud-est de Marghita, pe malul drept al râului Barcău. Prima atestare documentară 1213. Domeniul a aparținut inițial familiei Bályok, care a și construit predecesoarea actualei biserici.

## Biserica
Edificiul păstrează încă părți dintr-o biserică medievală, însă fațadele actuale au prins formă în cursul secolelor XVIII-XIX. Din această perioadă provine și turnul-clopotniță înălțat deasupra fațadei vestice. Absida bisericii este gotică, iar nava, cel puțin parțial pare să fie și mai veche, având la bază cel mai probabil o construcție de epocă romanică.

## Imagini din exterior

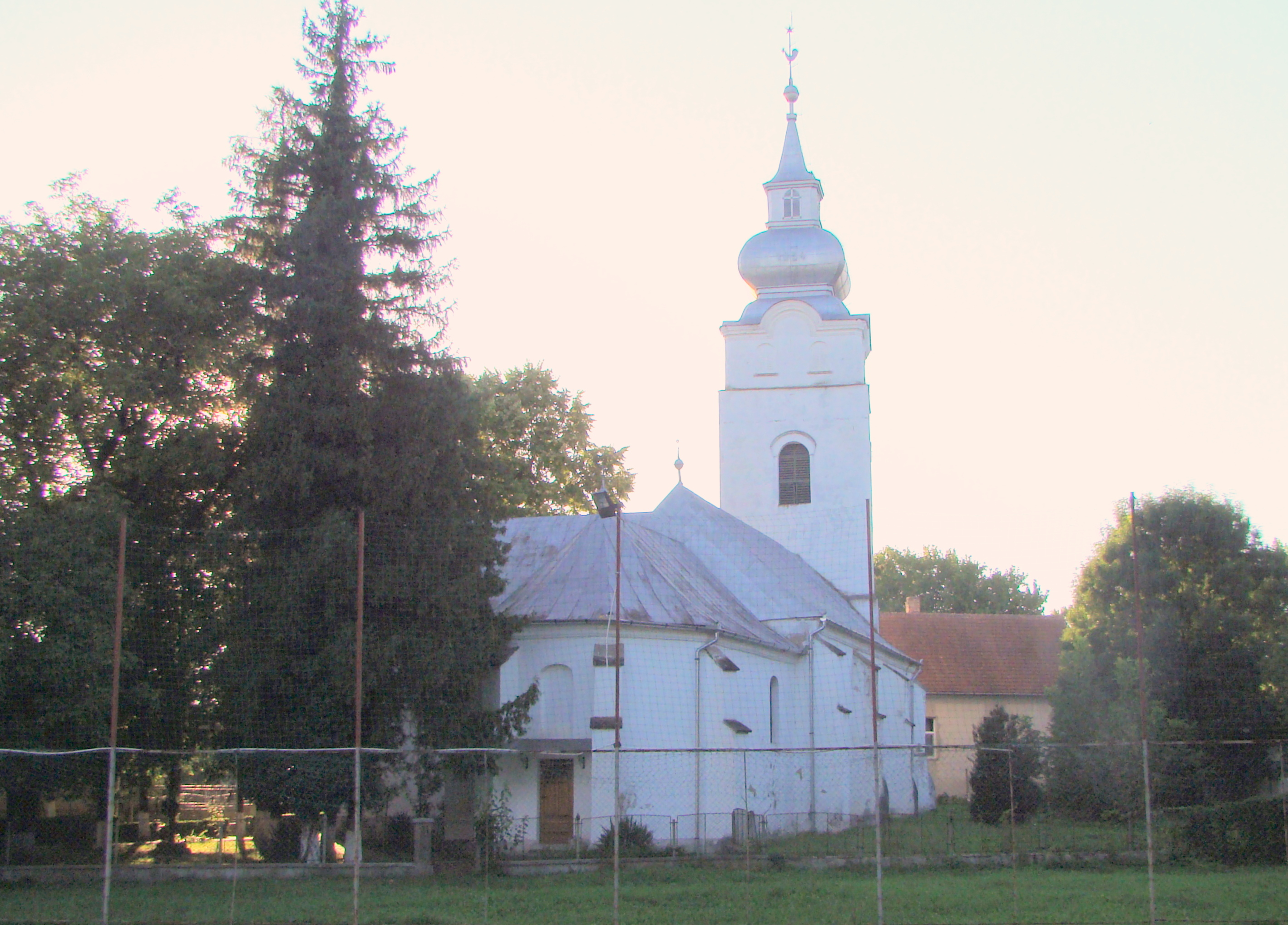
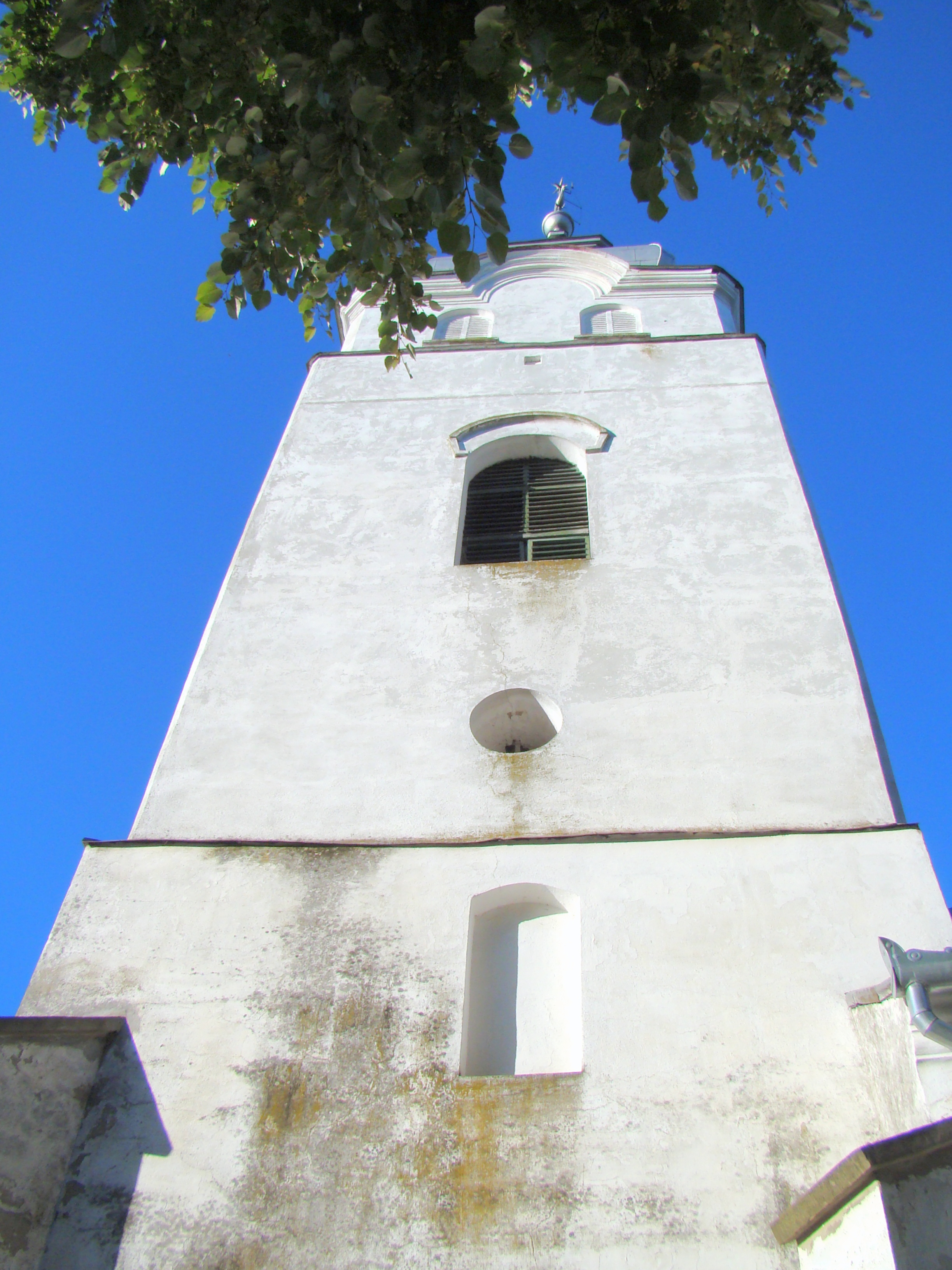
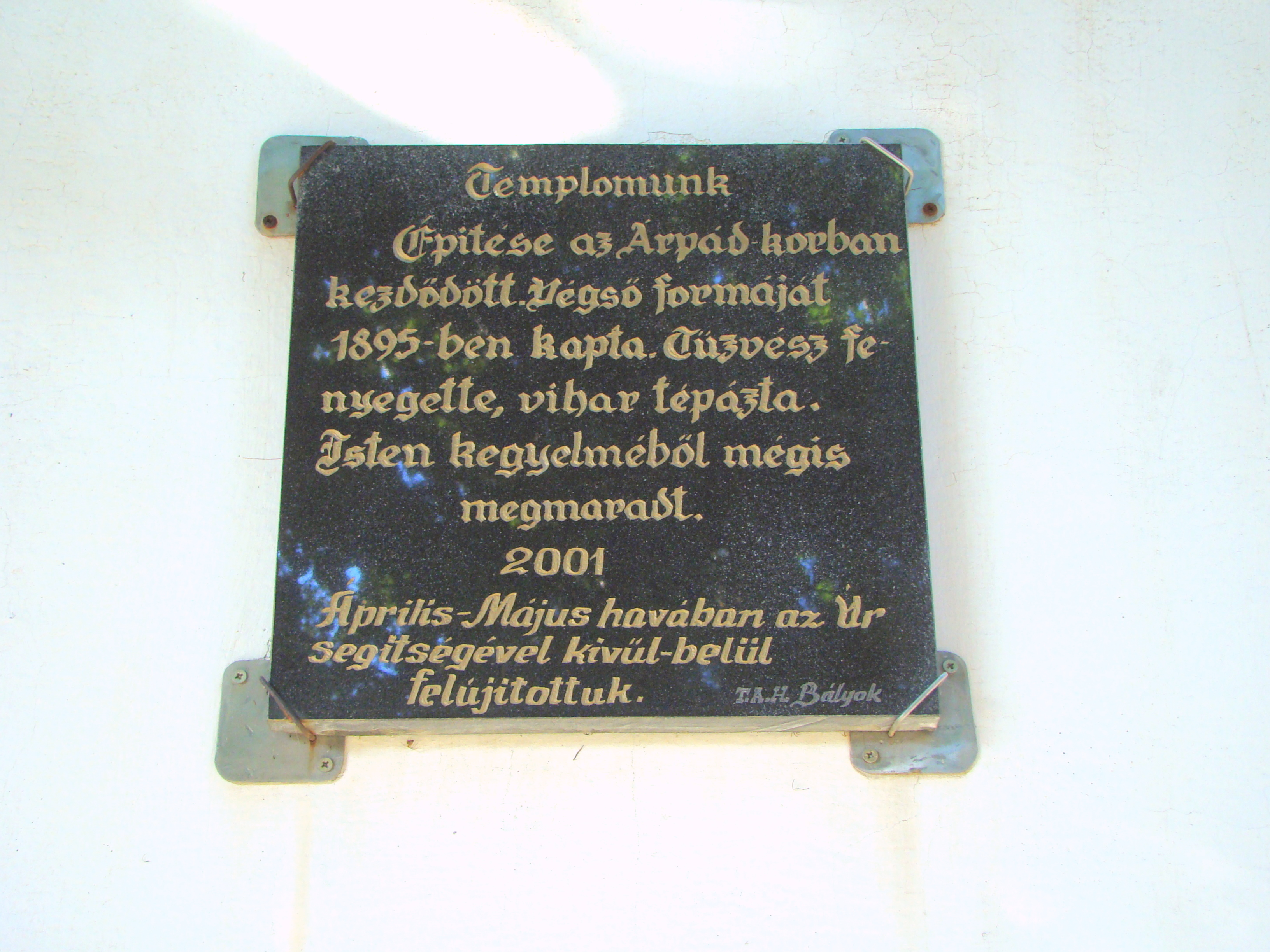
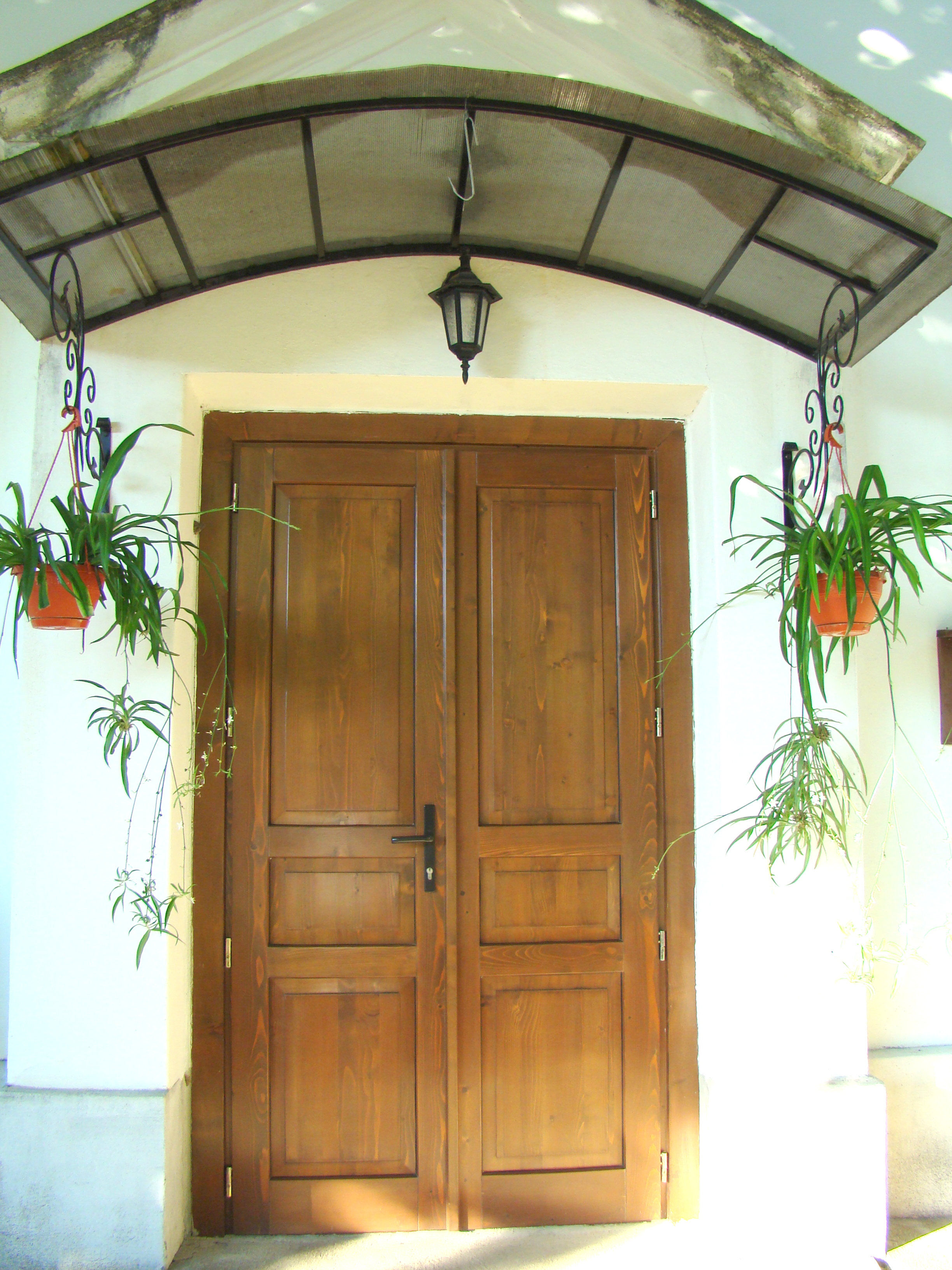
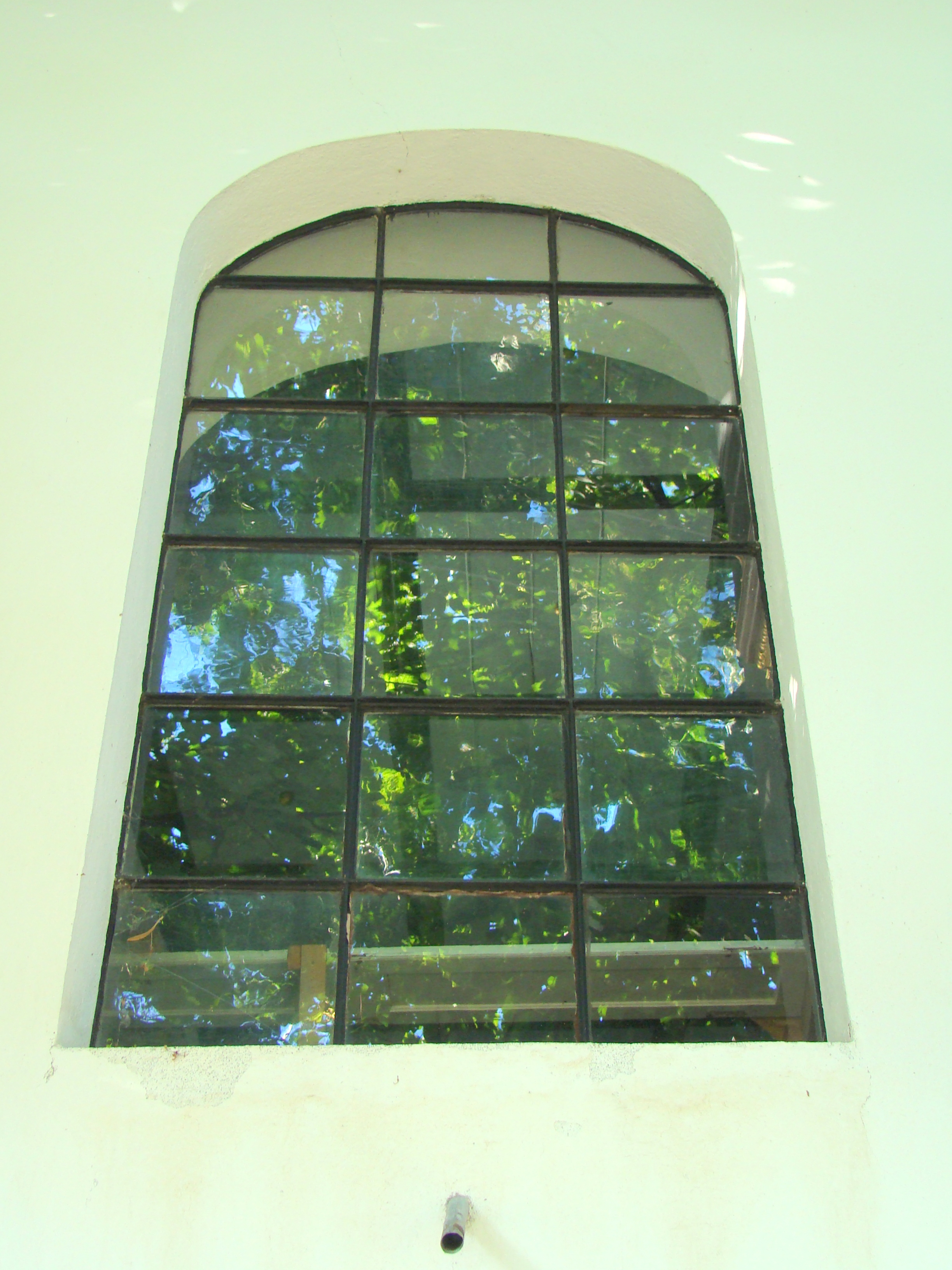
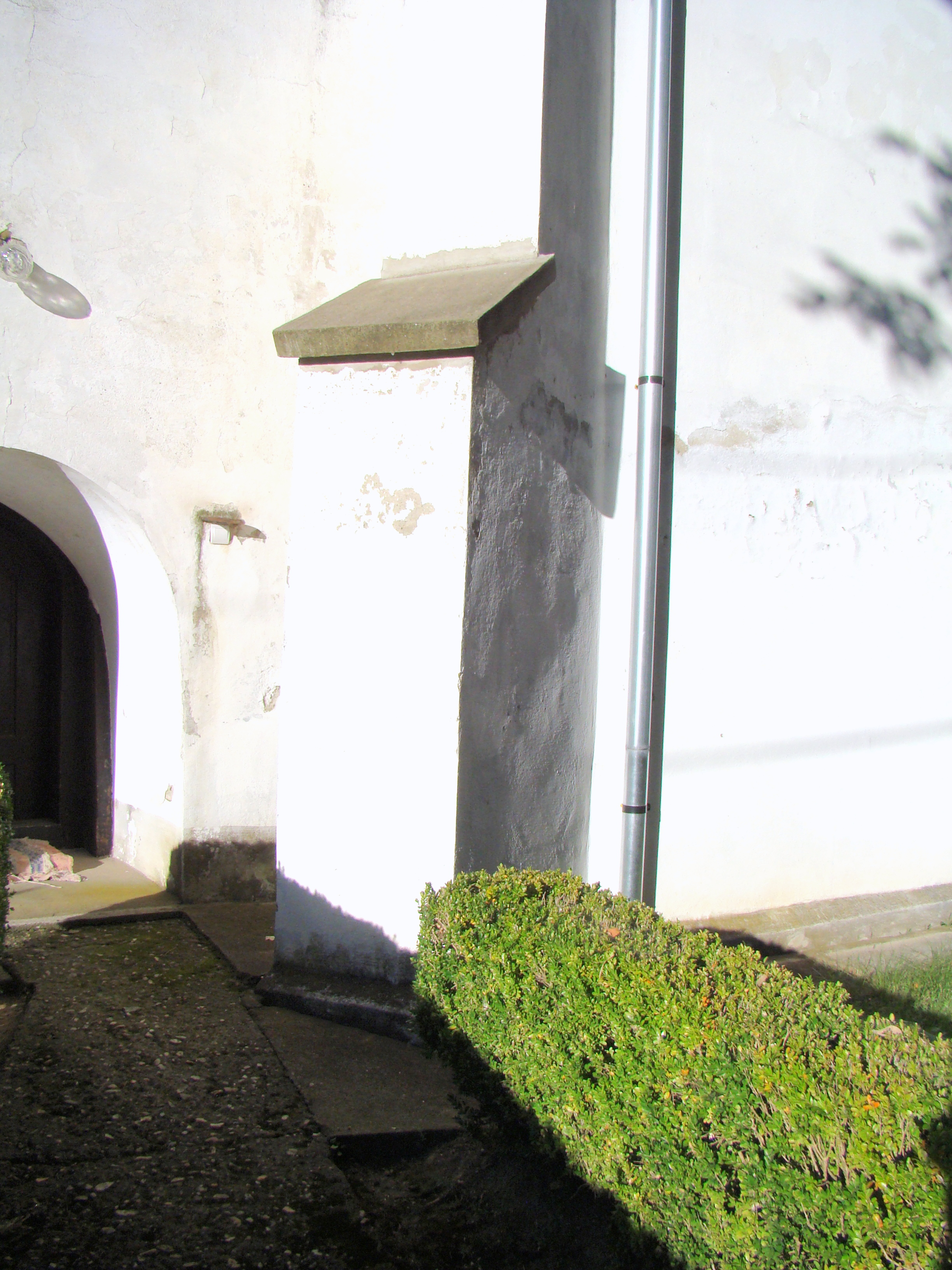
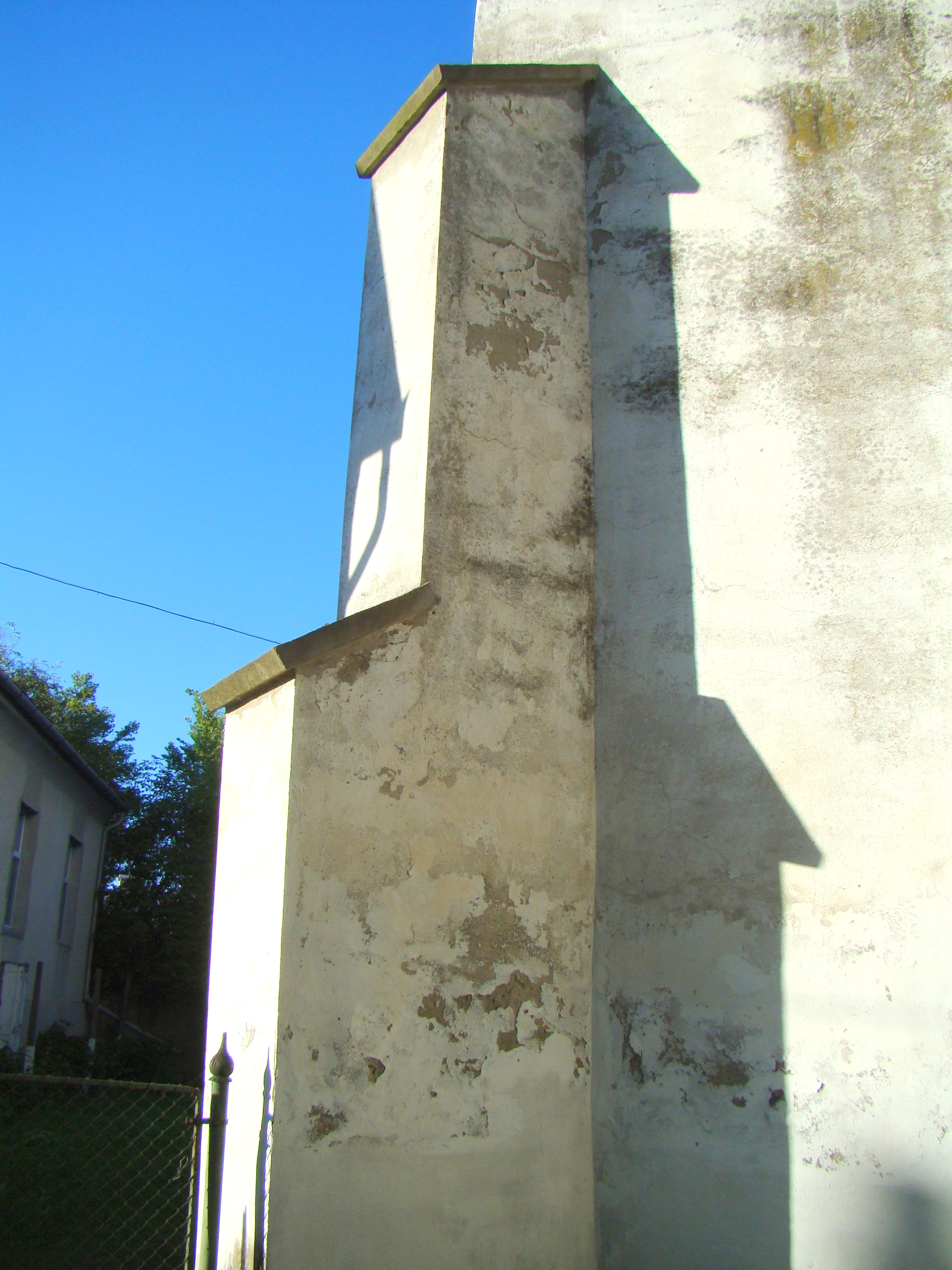
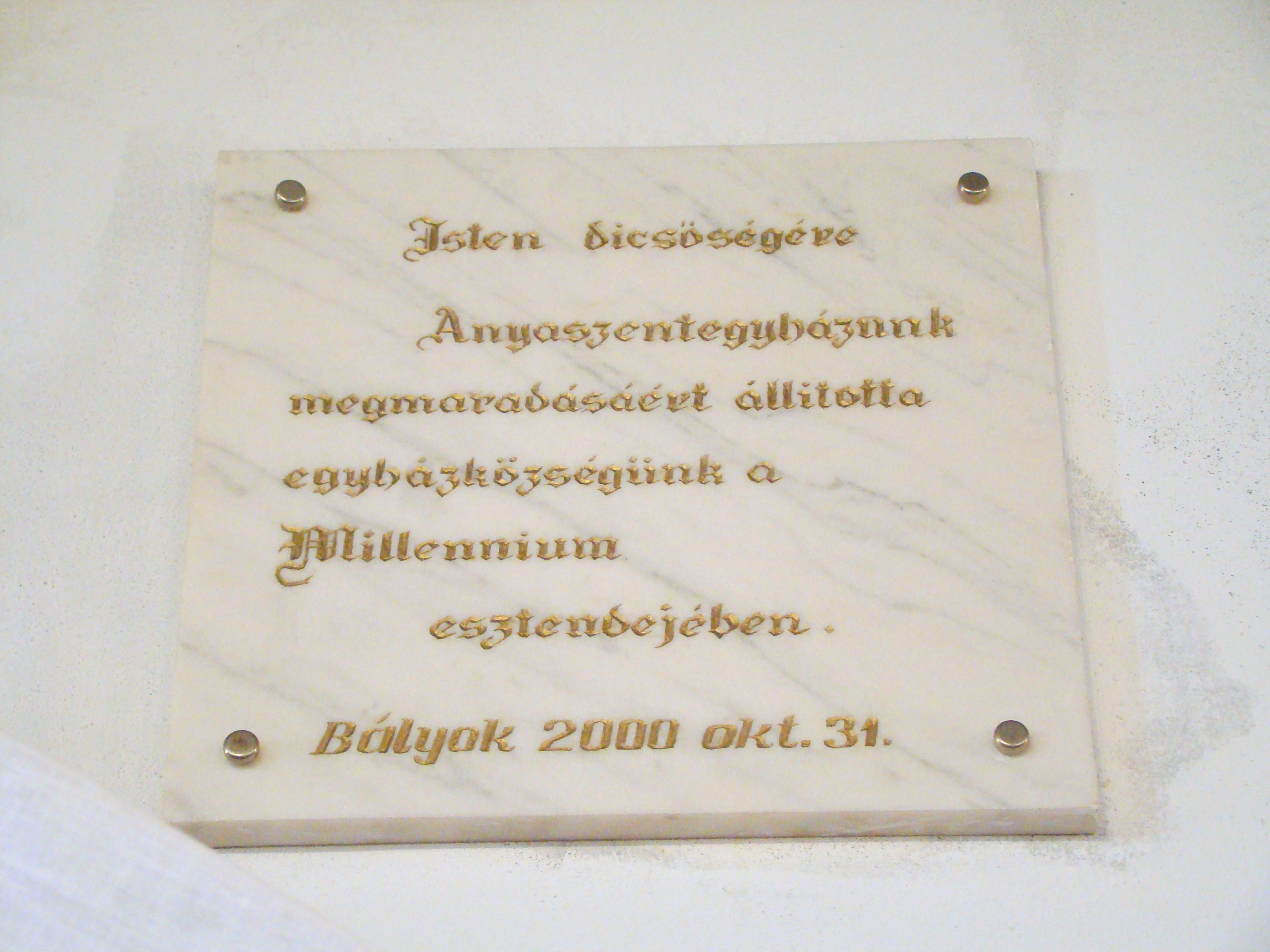
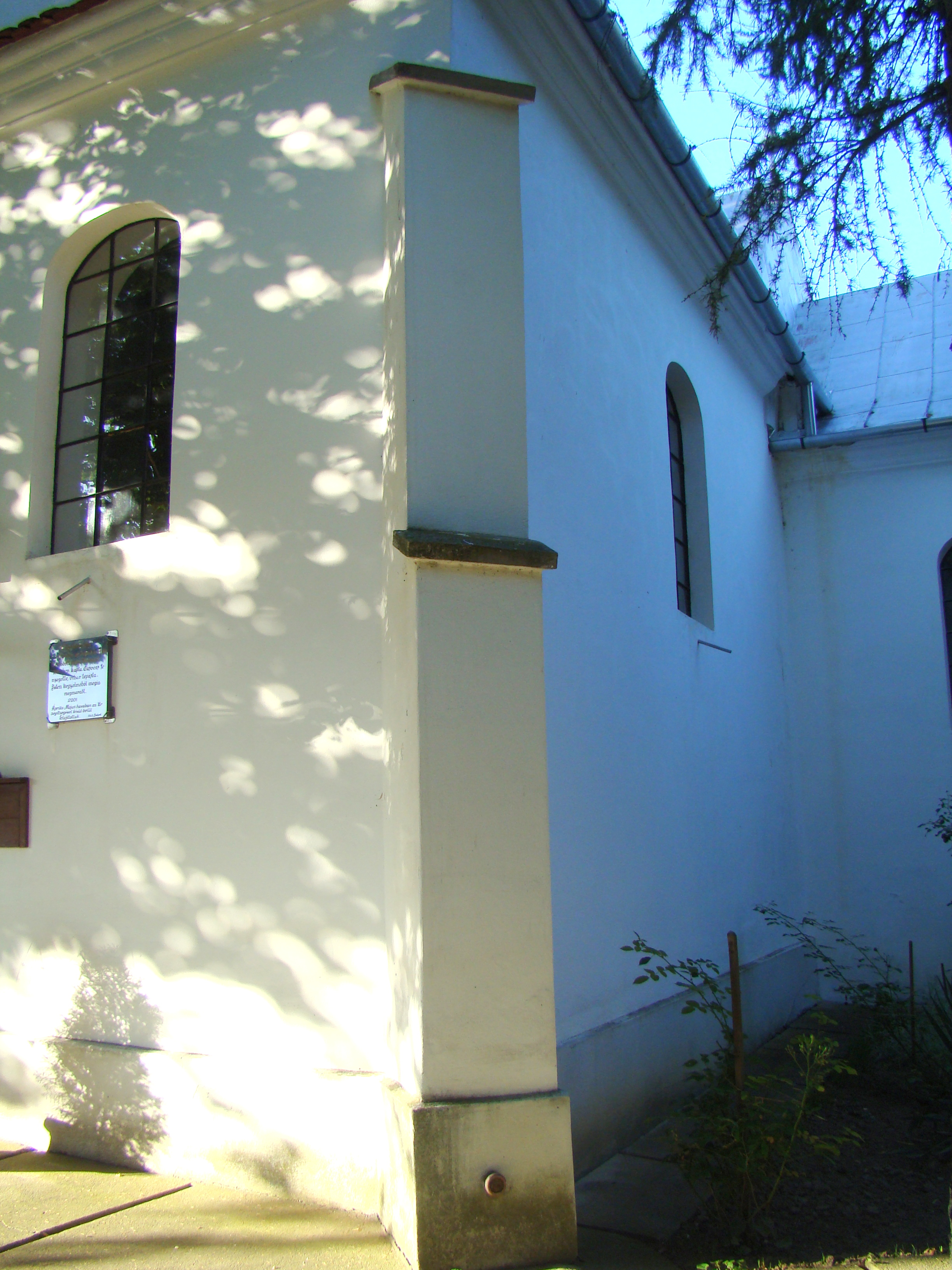
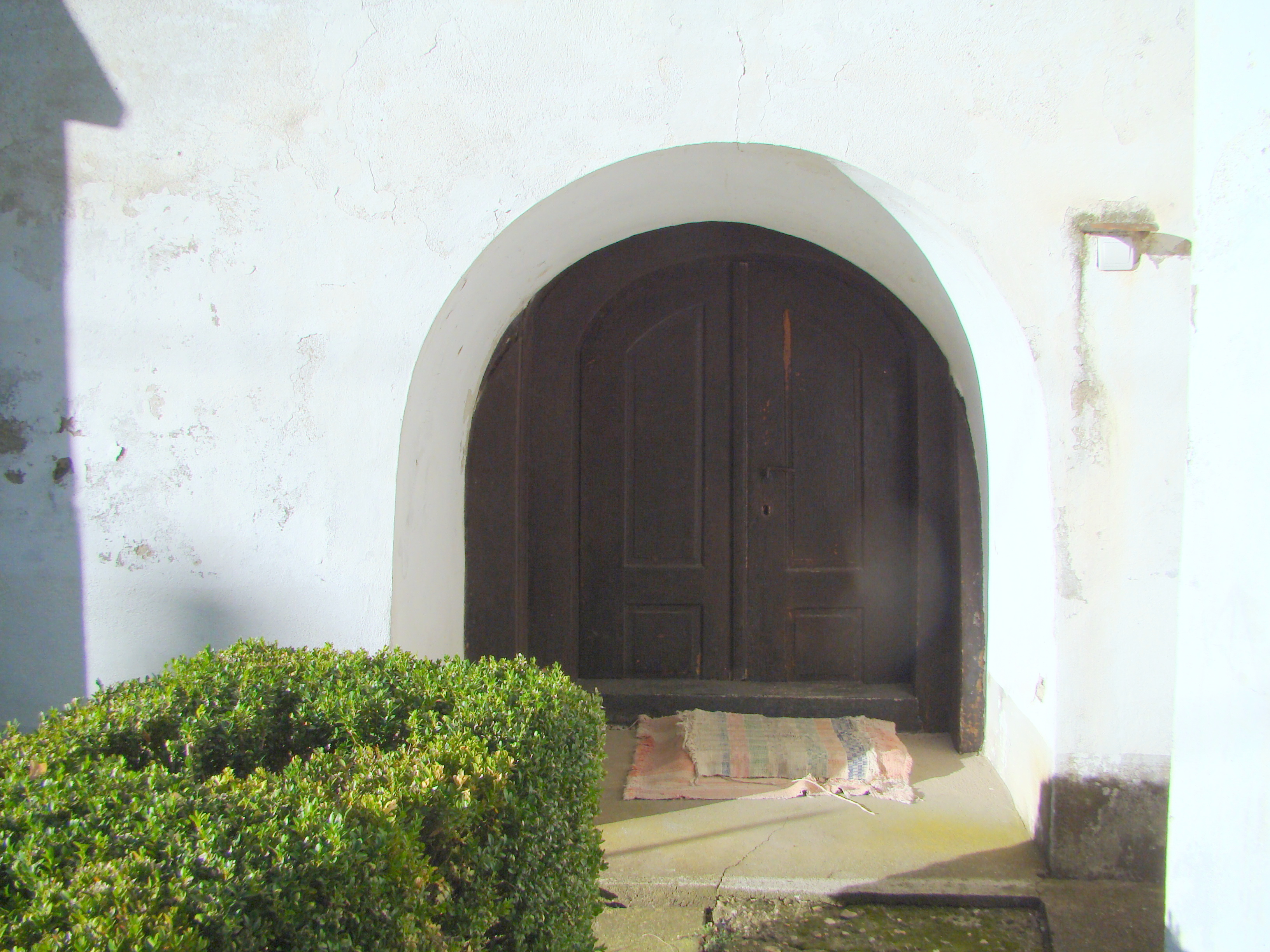

## Imagini din interior

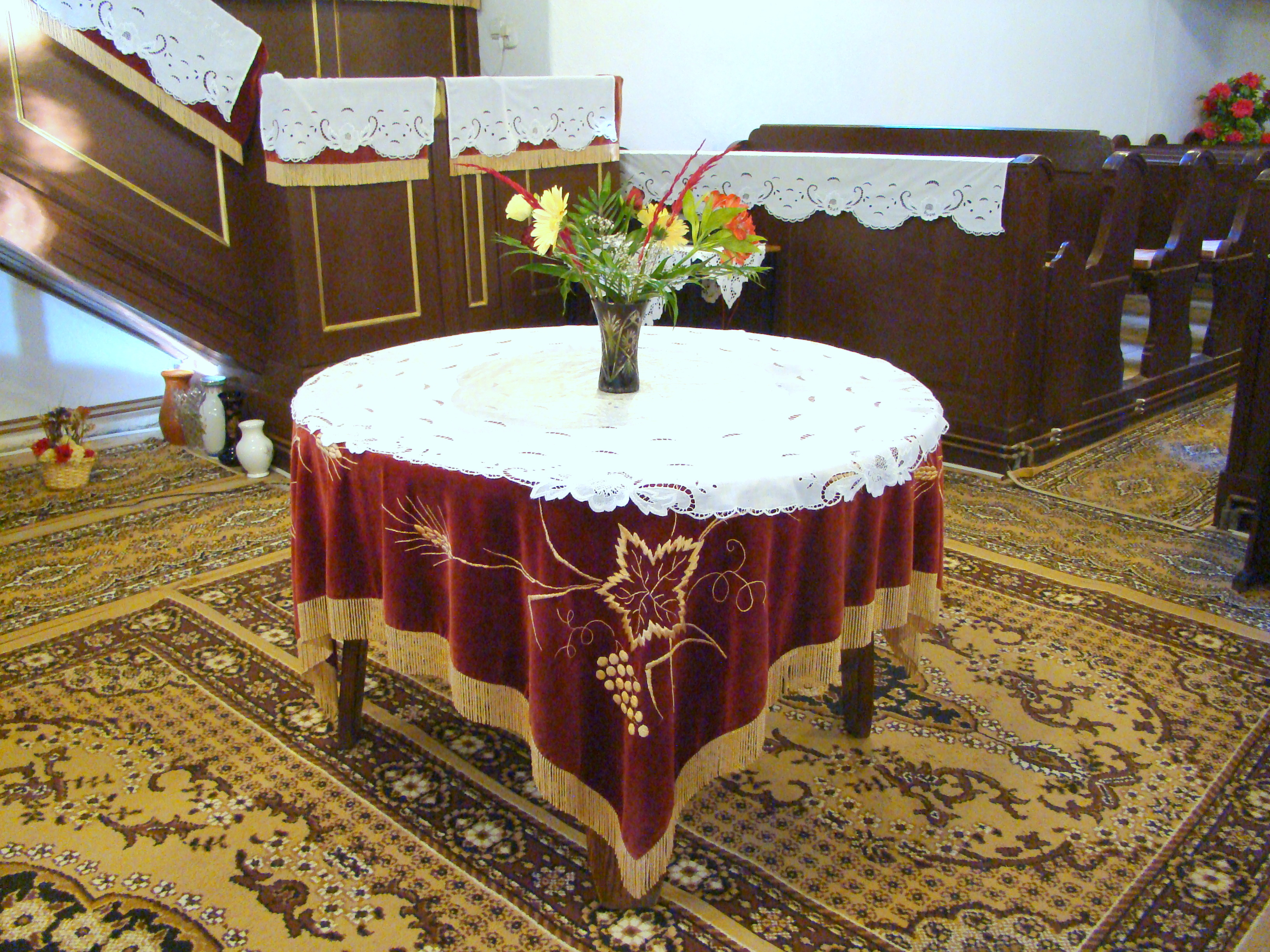
Masa Domnului
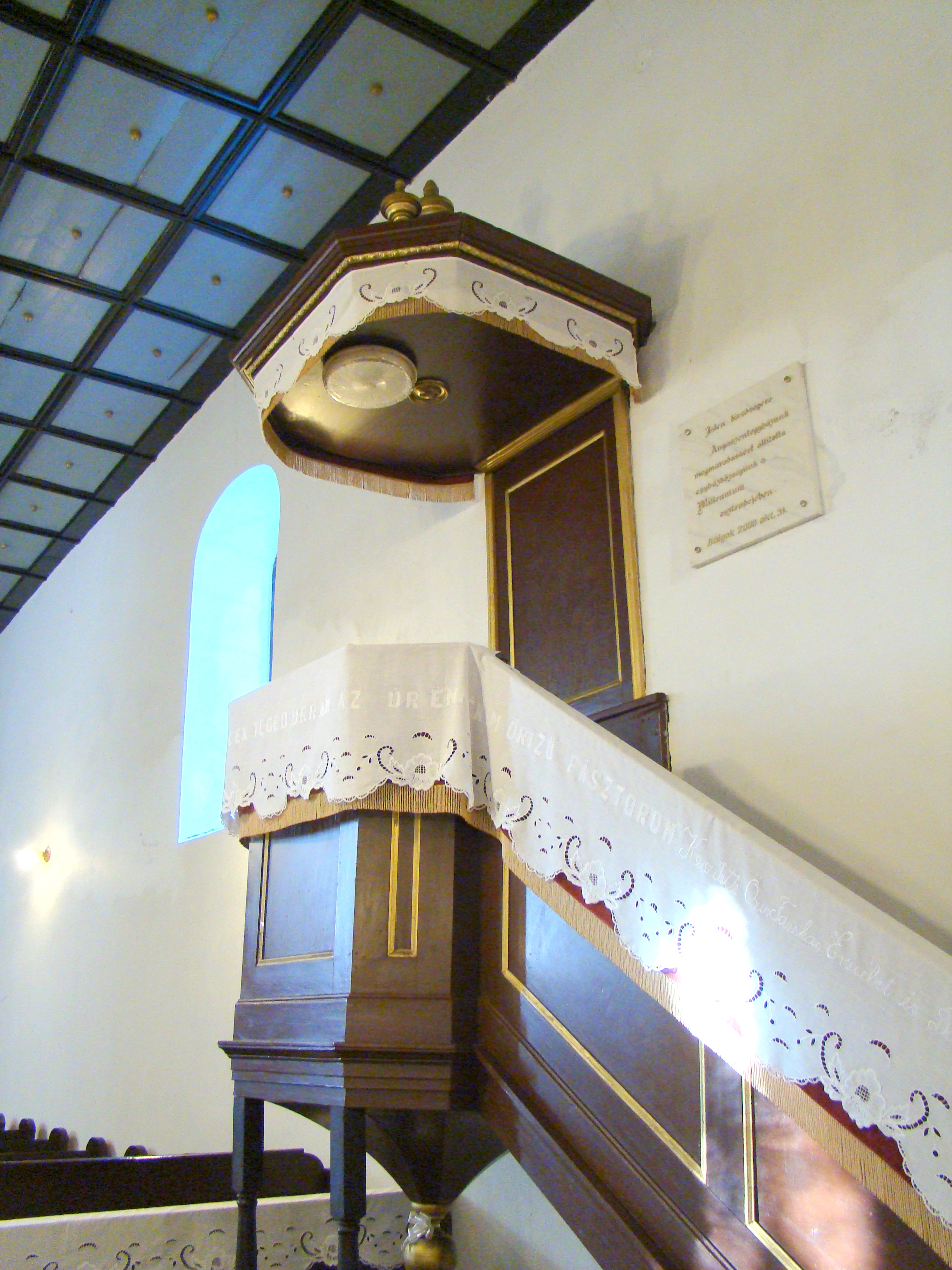
Amvonul
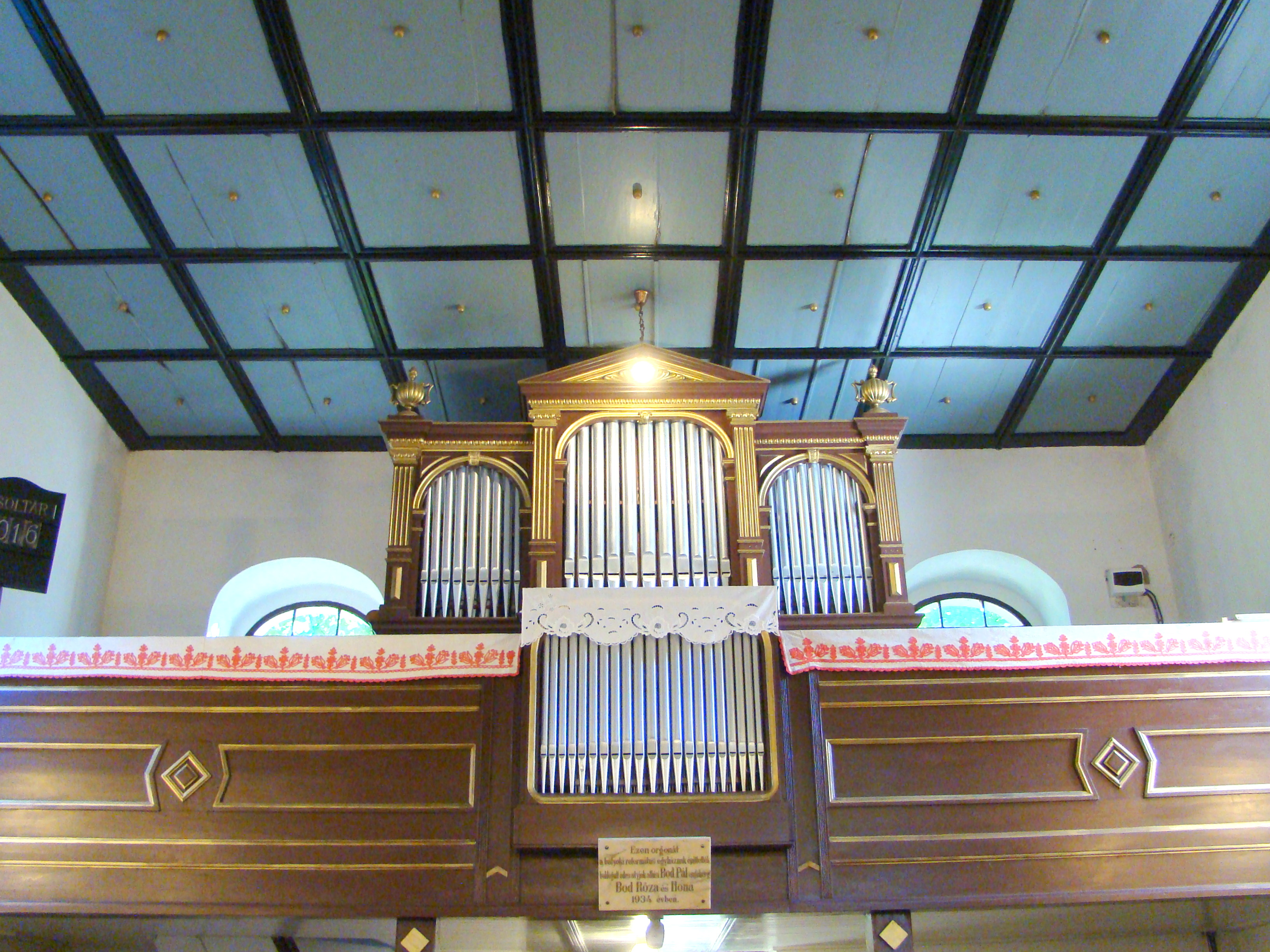
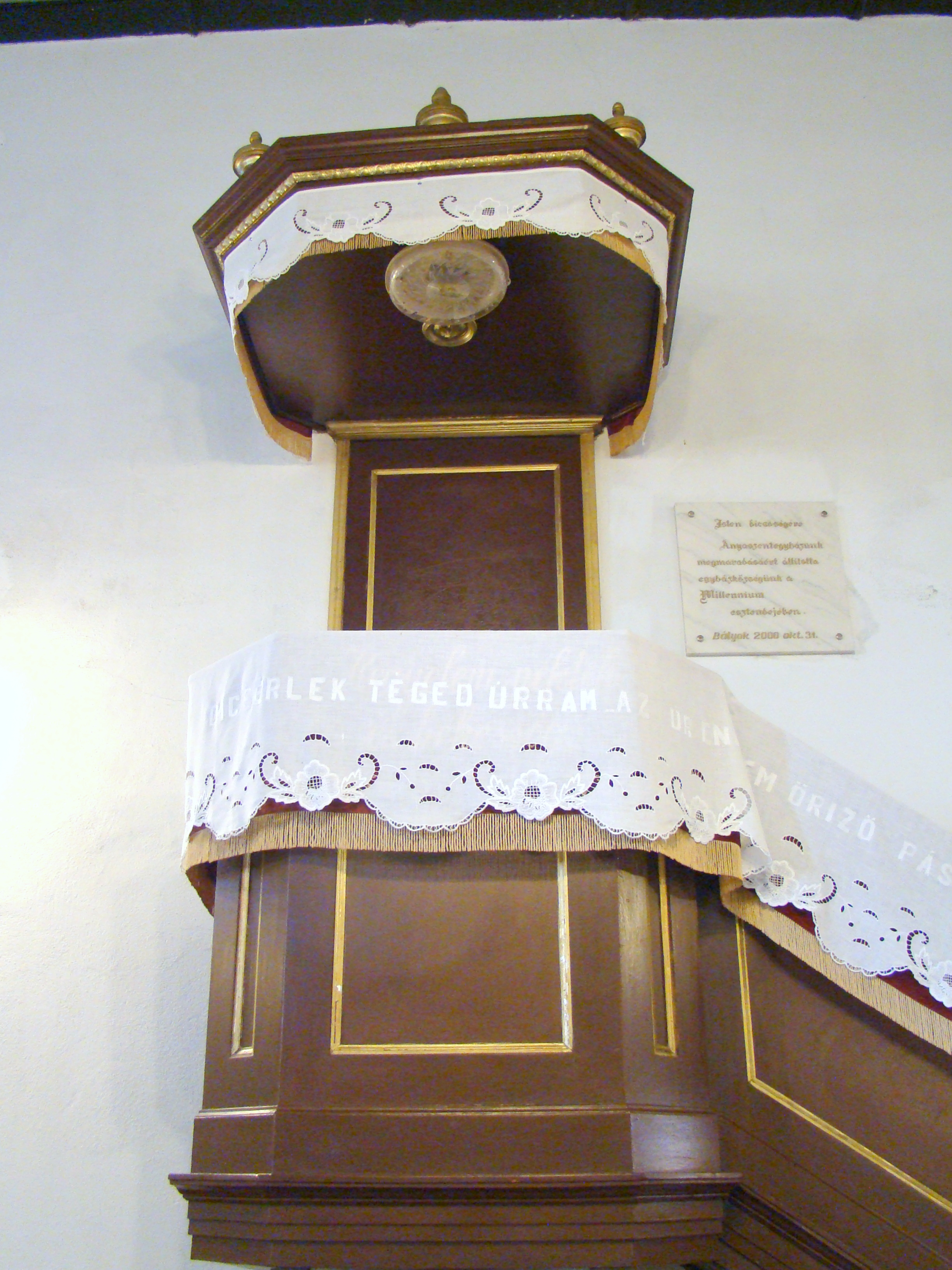
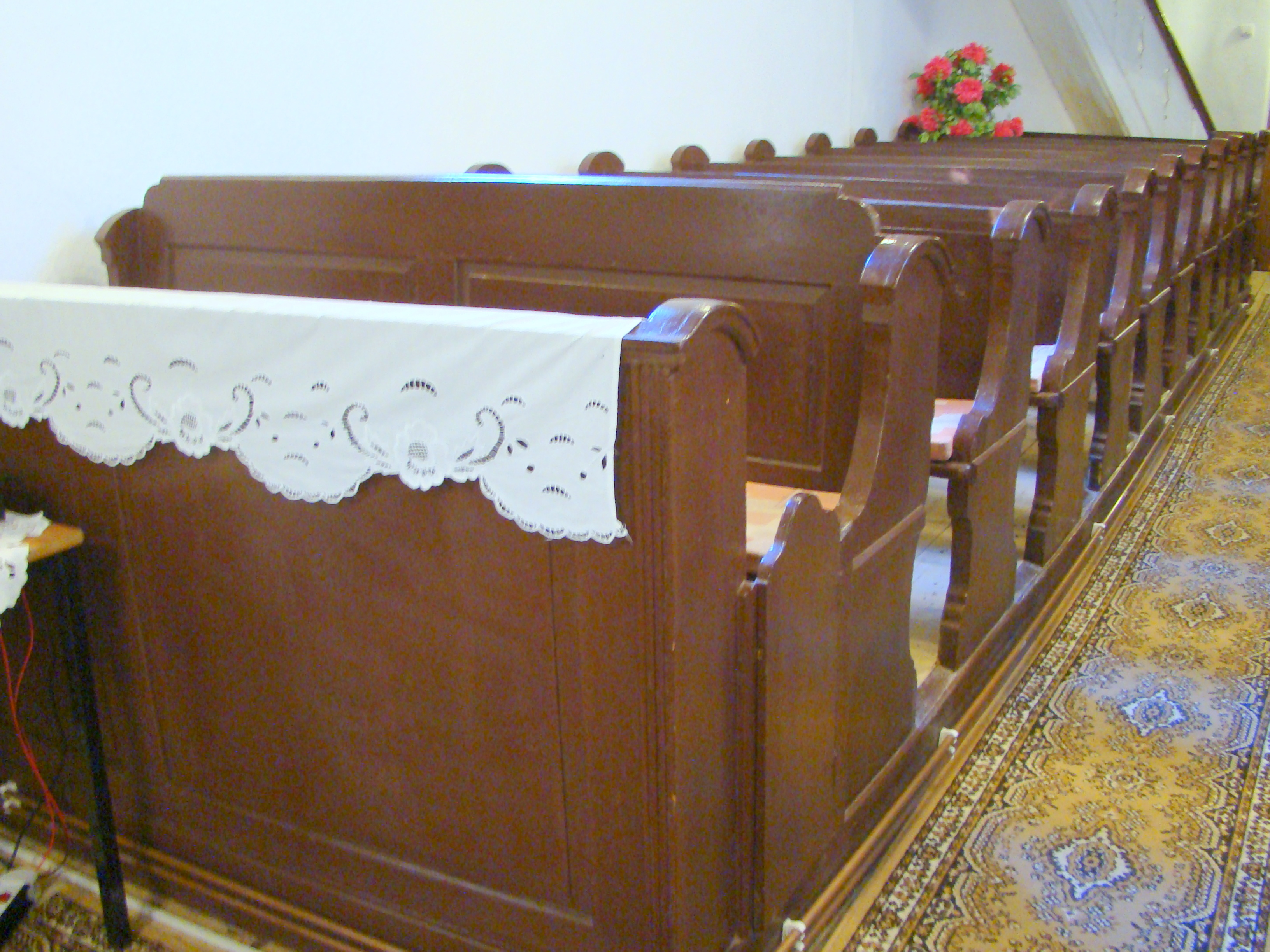
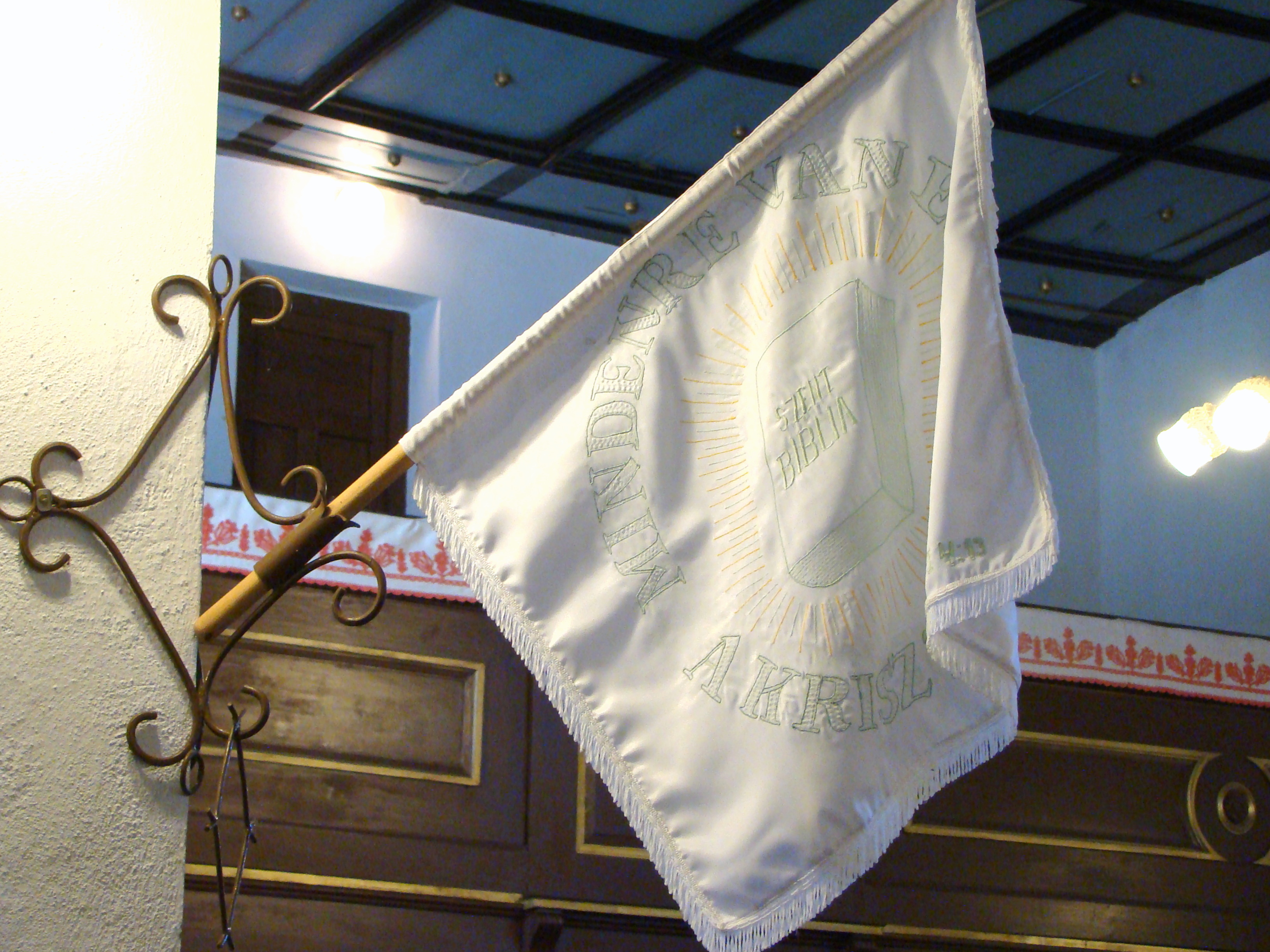
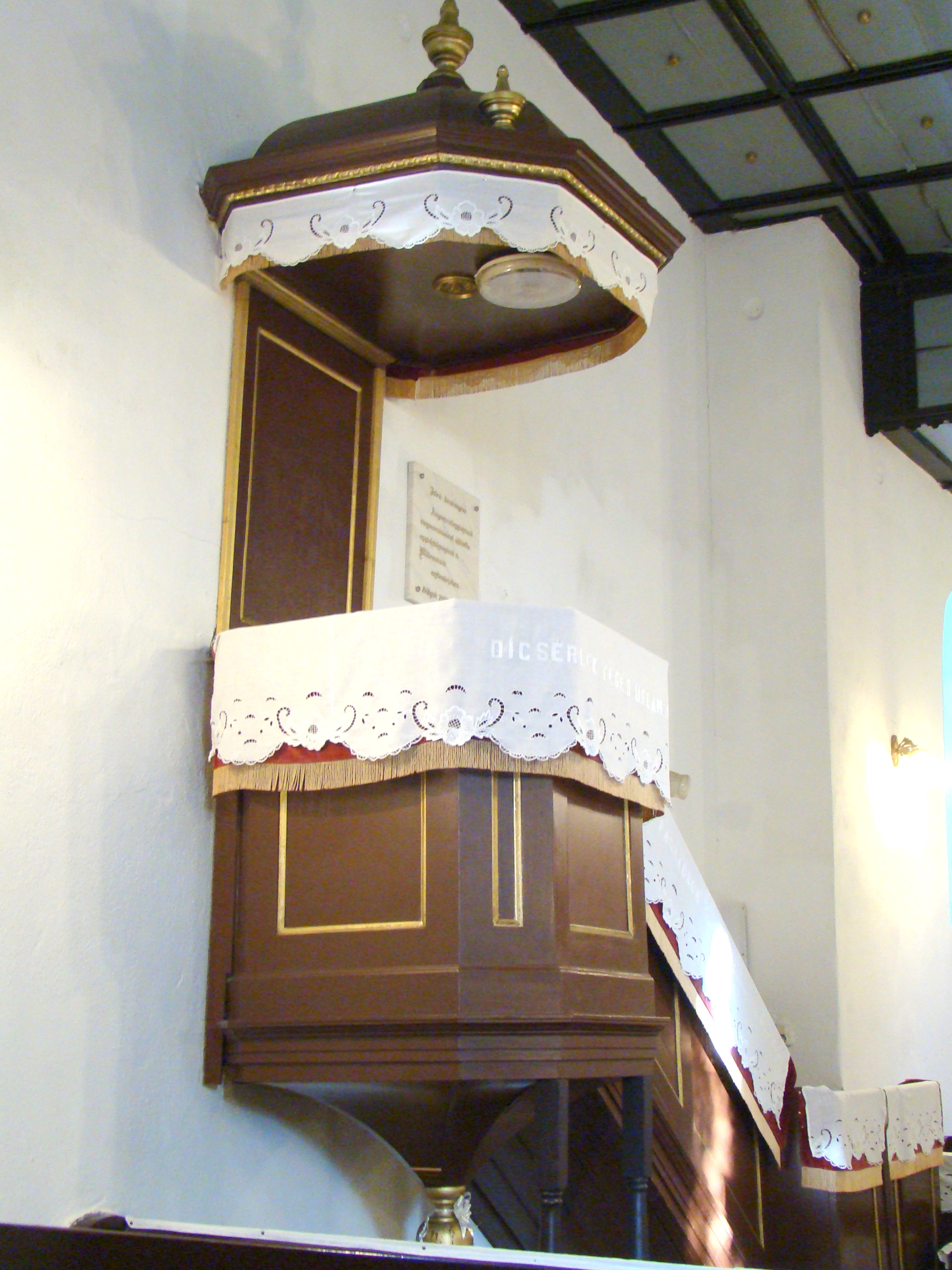
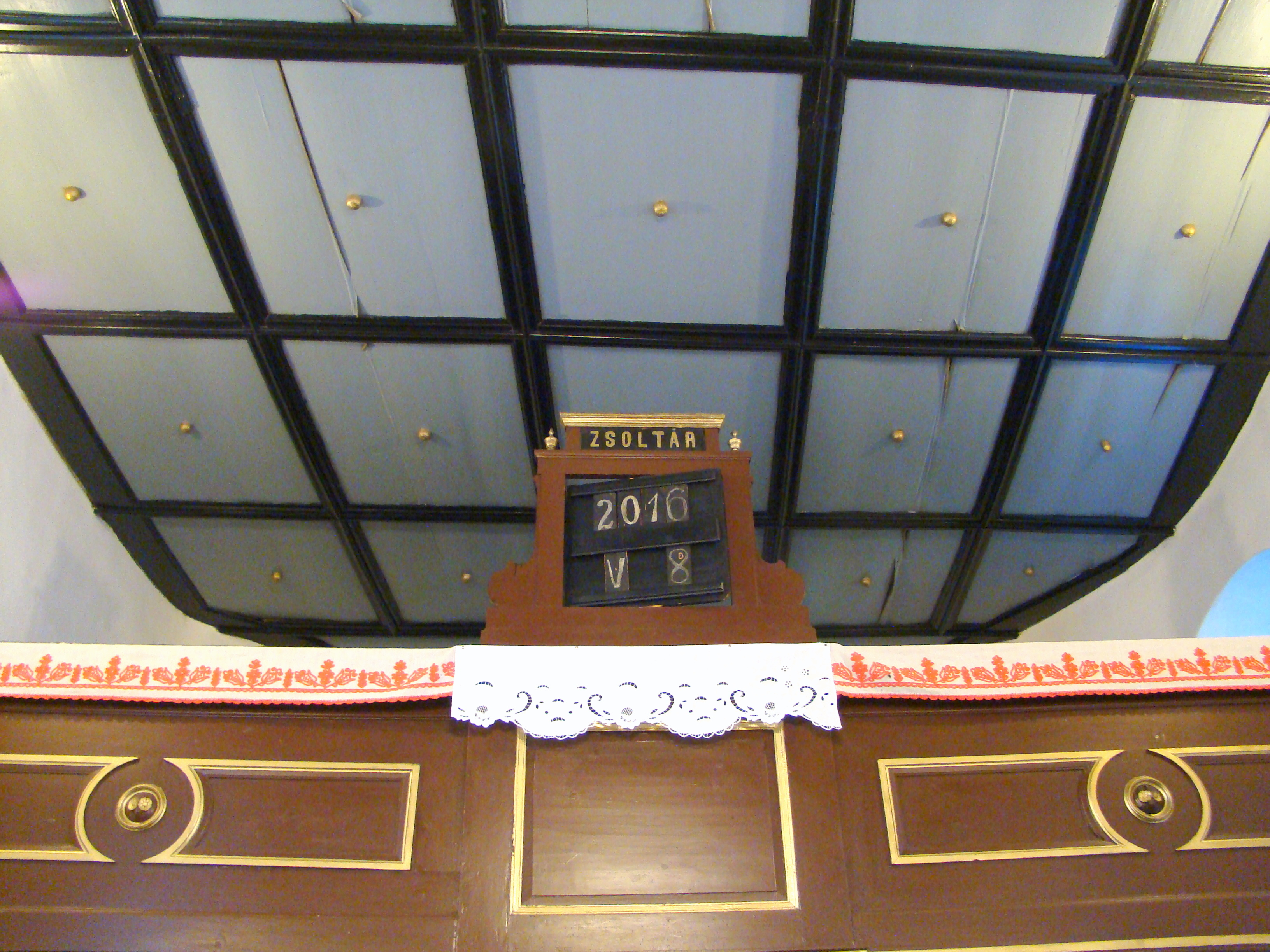
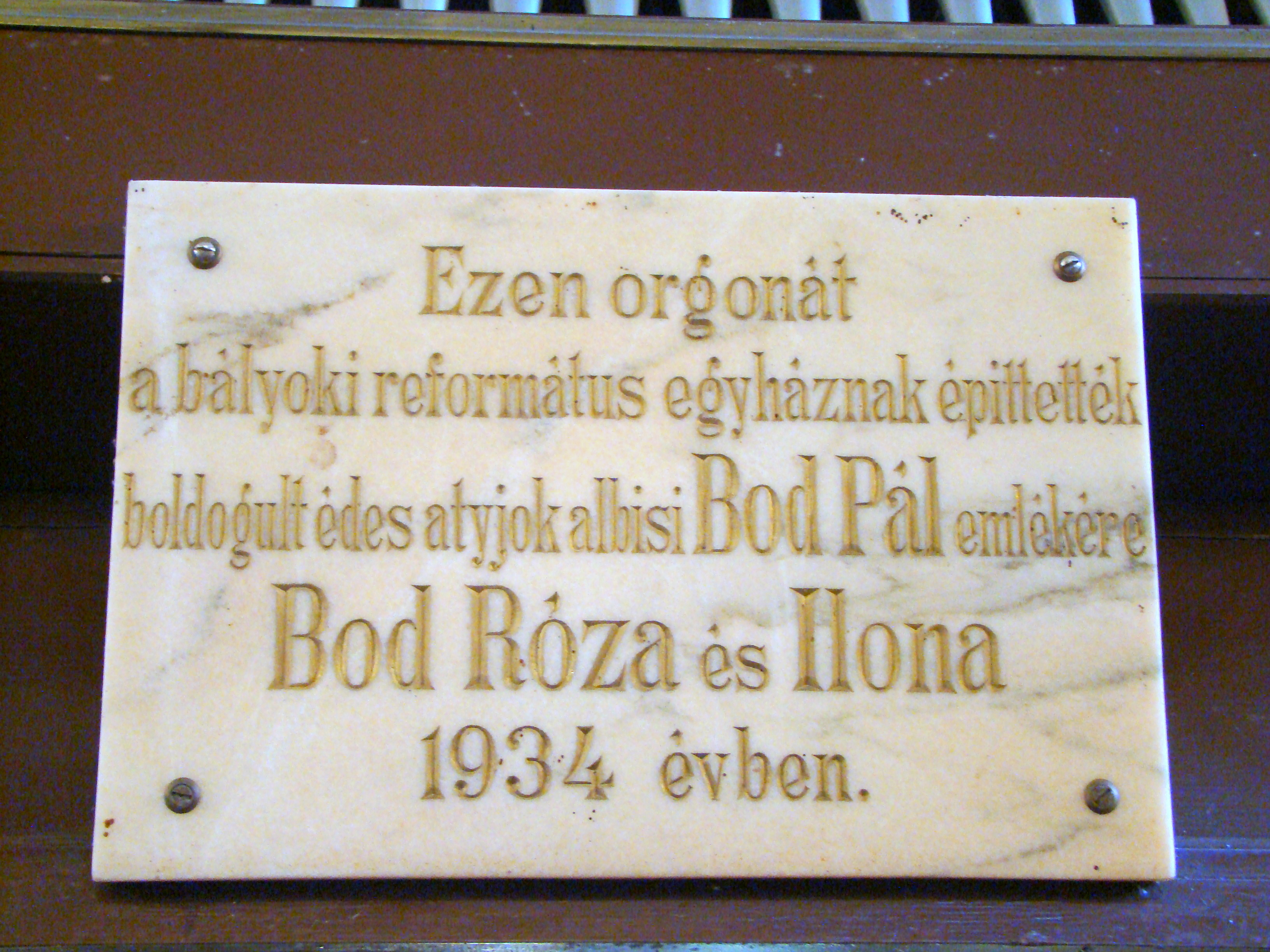
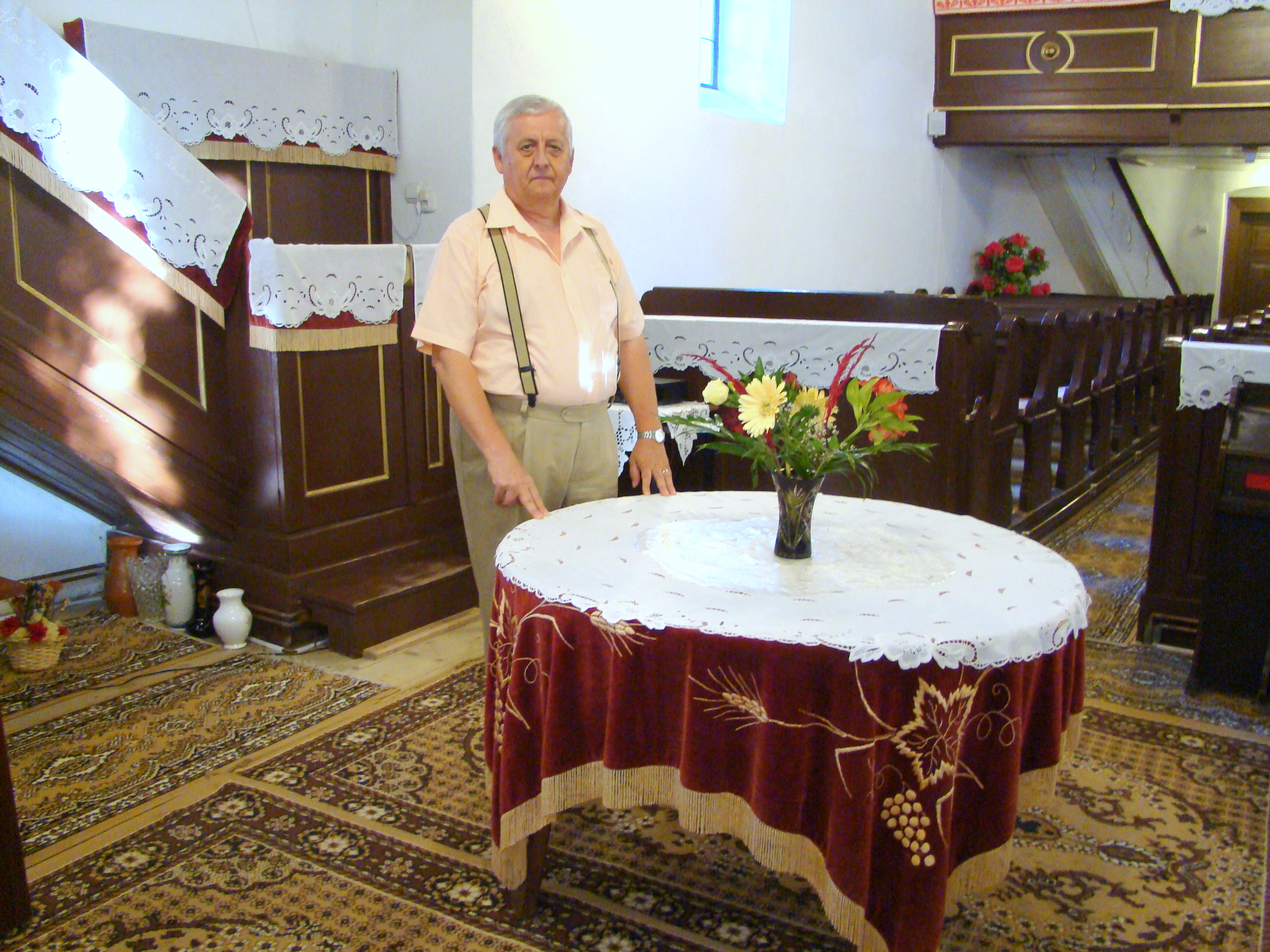
Pastorul reformat din parohia Balc: Jónás Sándor
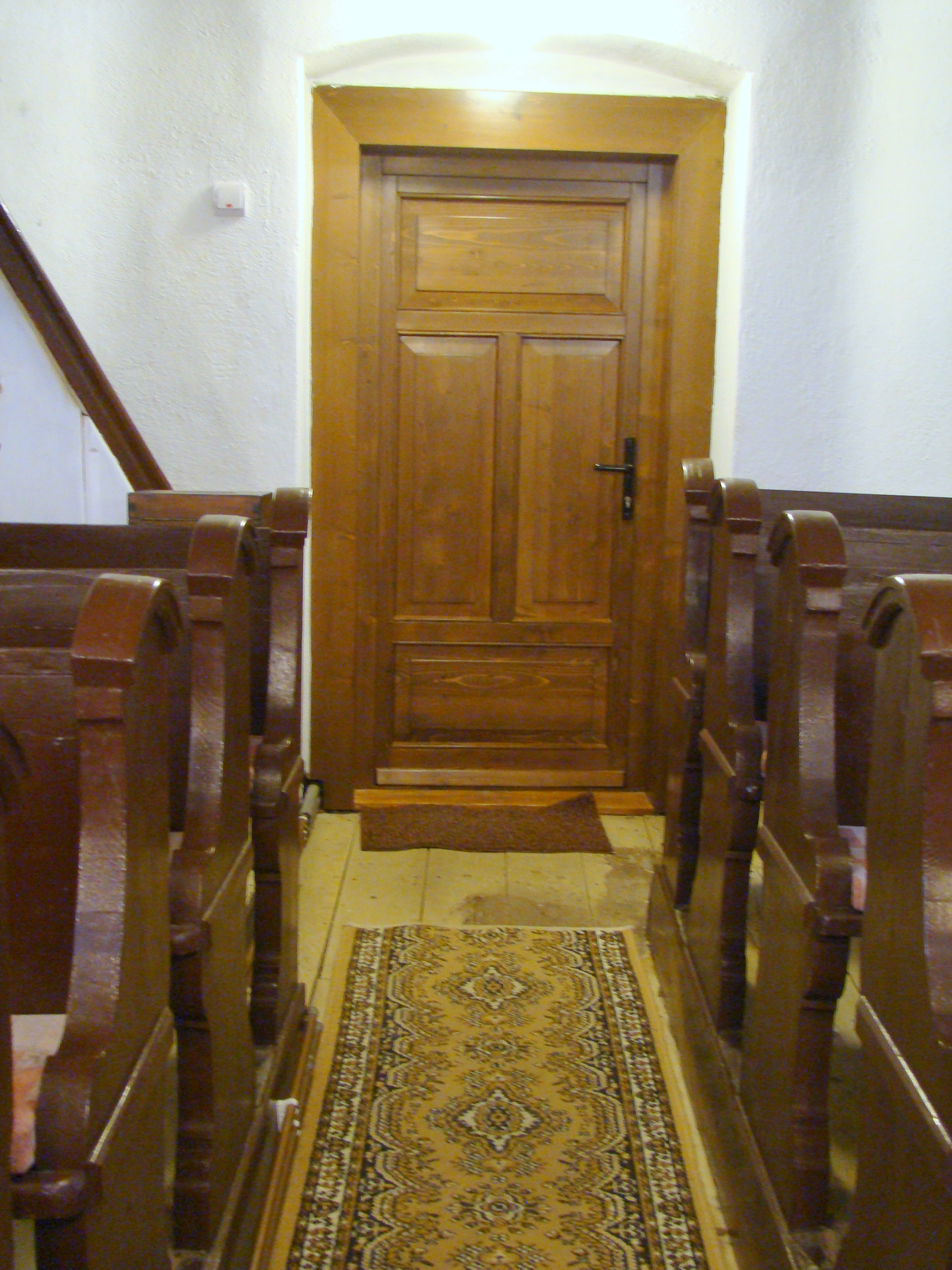
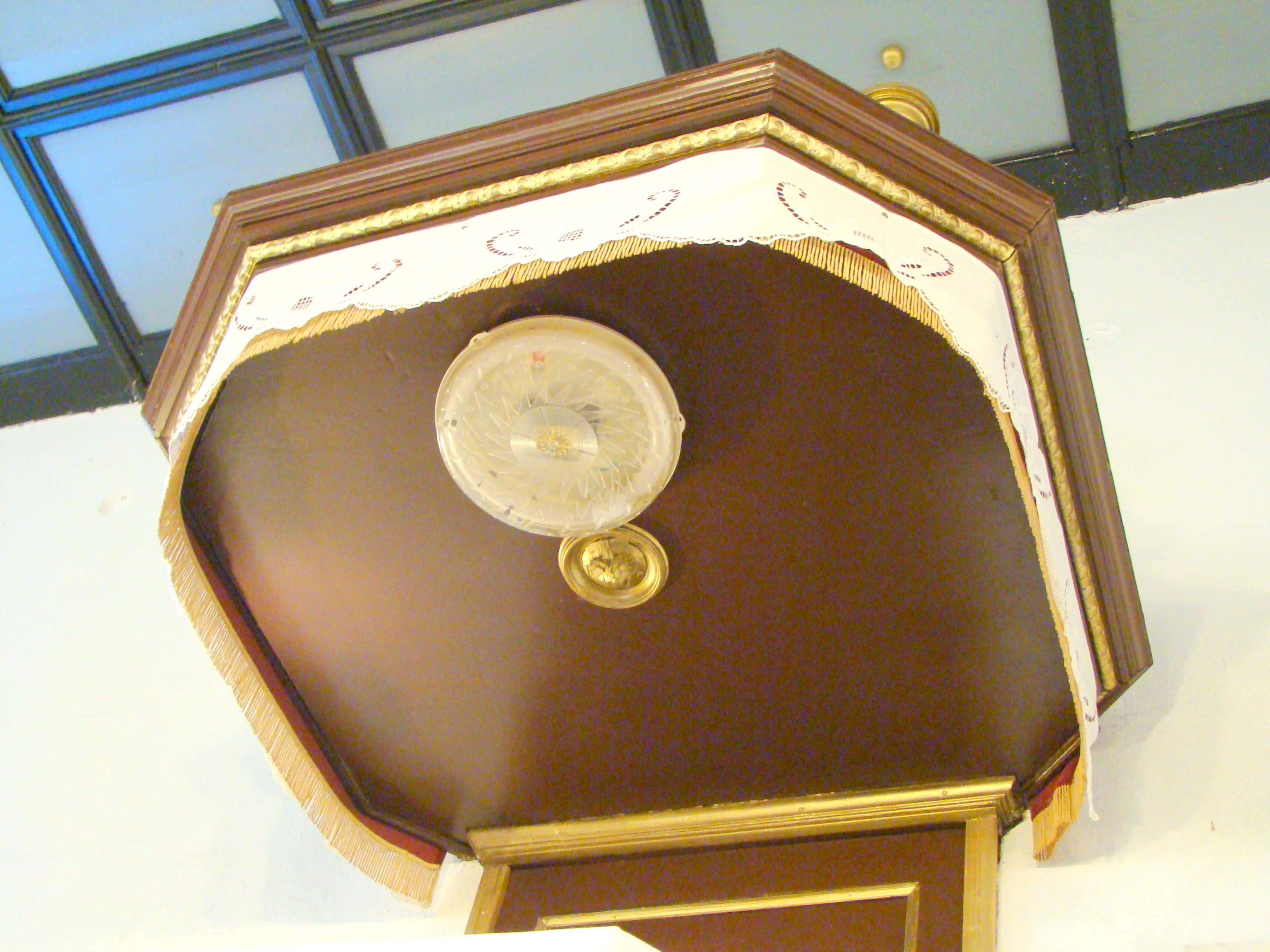
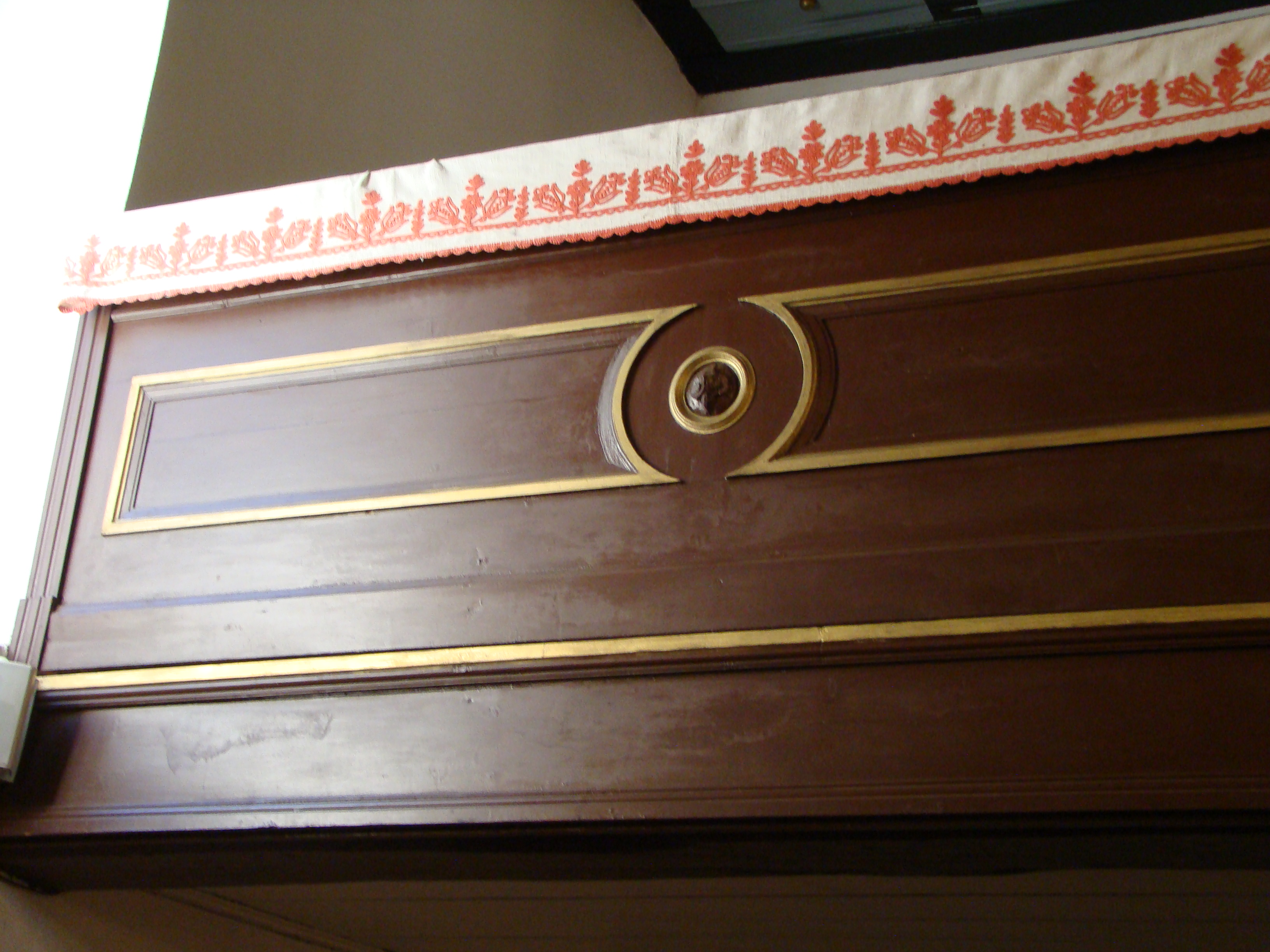
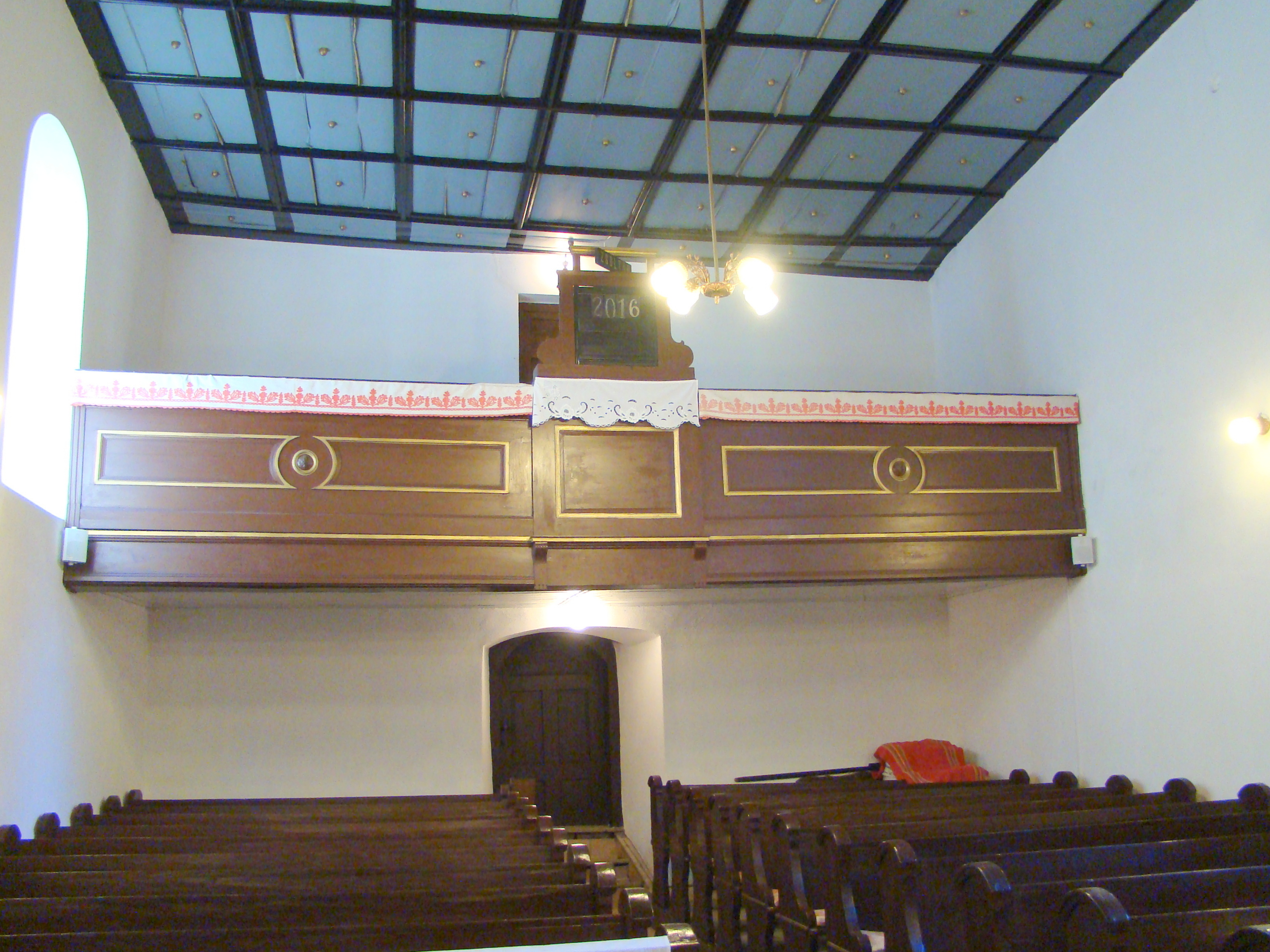
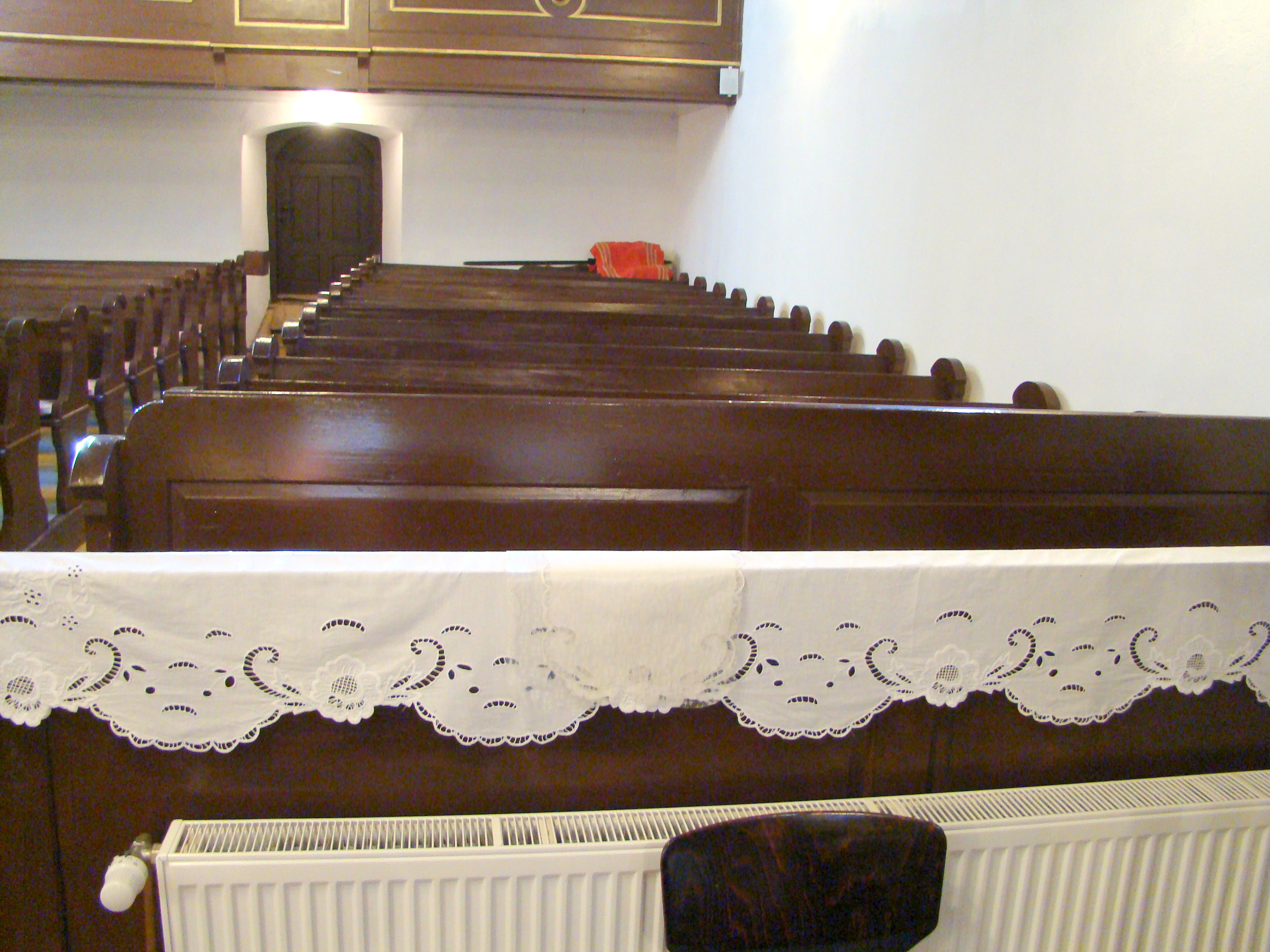
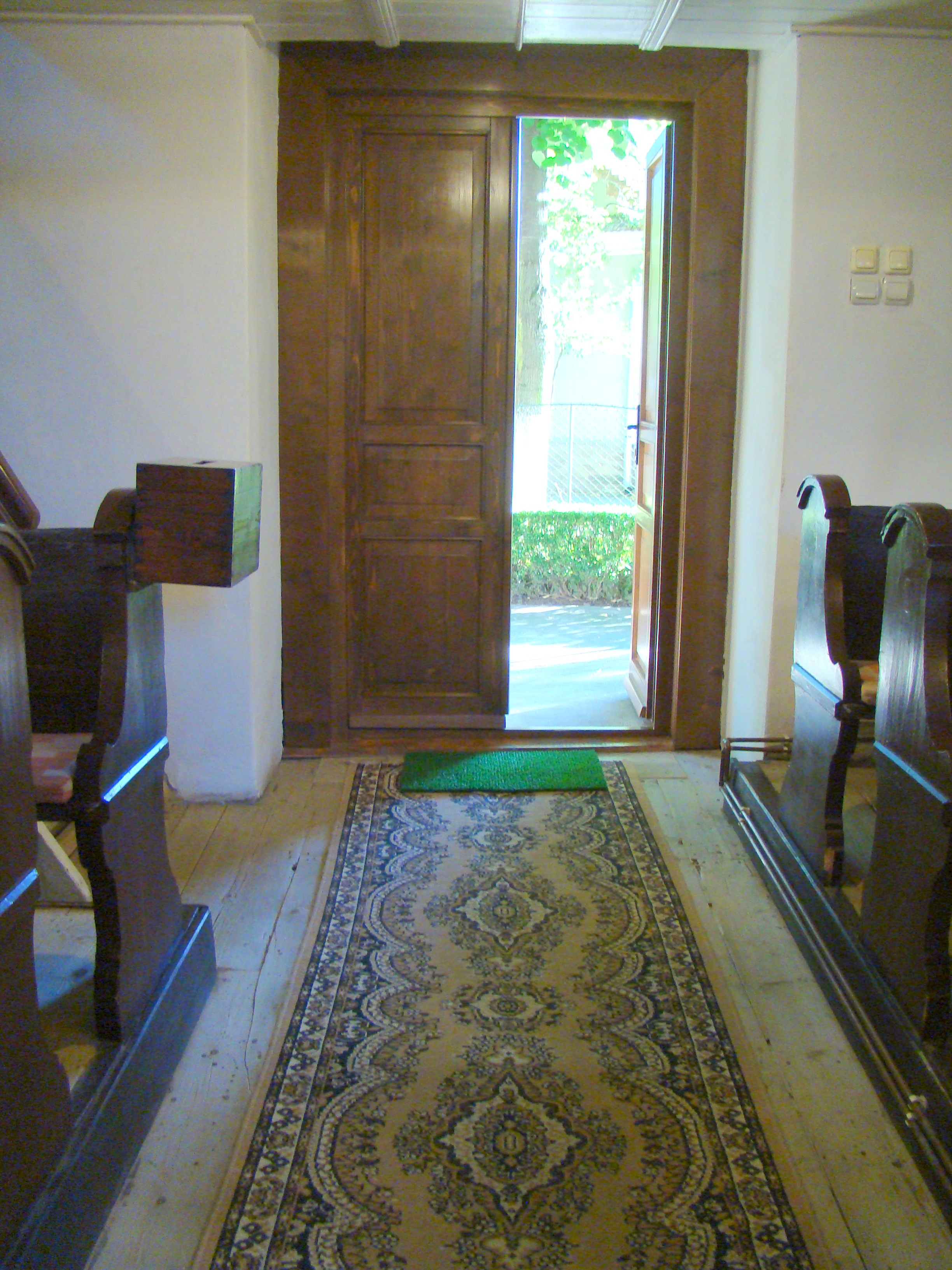